# Kutluca, Bozkurt
Kutluca là một xã thuộc huyện Bozkurt, tỉnh Kastamonu, Thổ Nhĩ Kỳ. Dân số thời điểm năm 2008 là 103 người.